# Picómetro (audio)

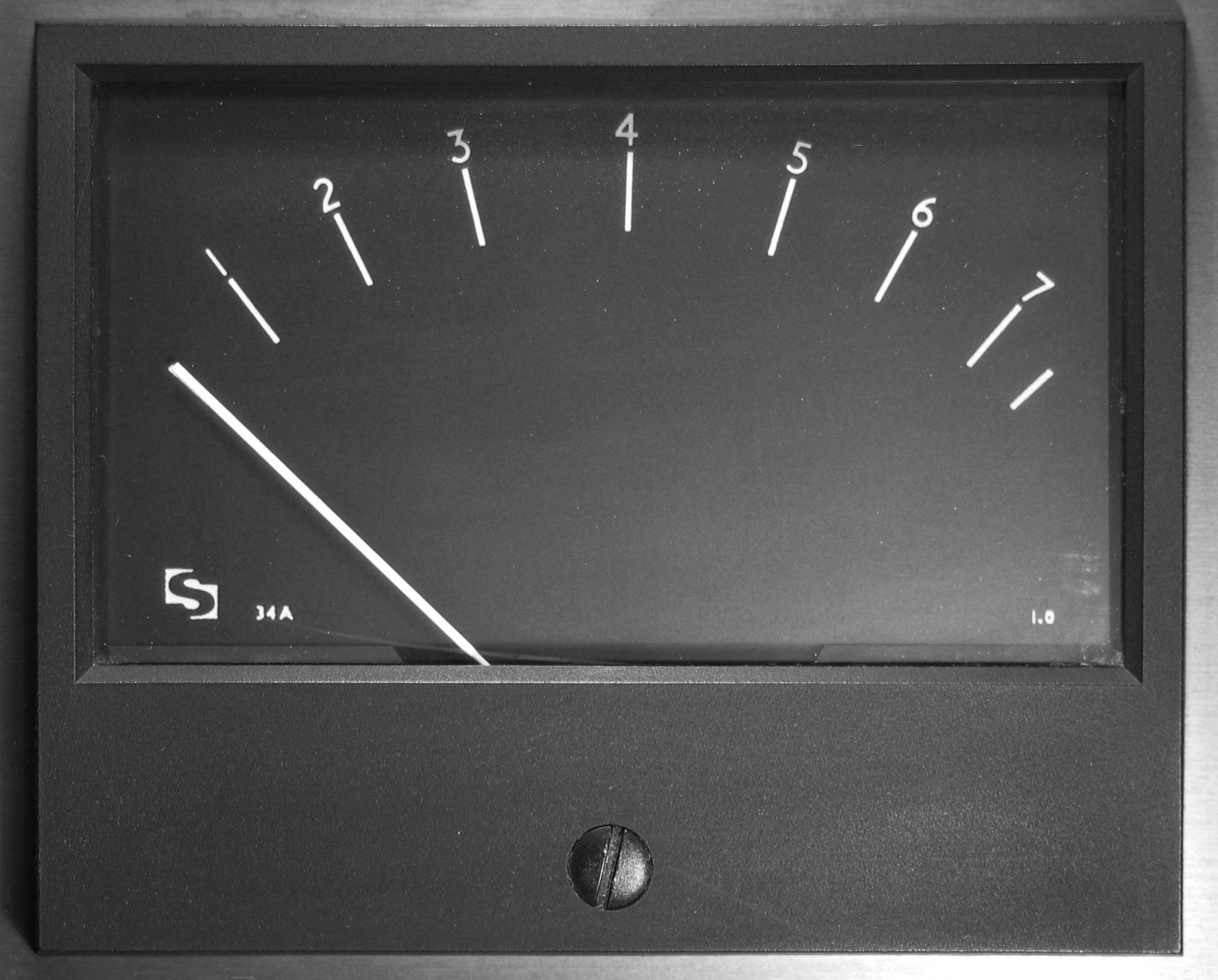
Un cuasi-picómetro británico típico. Cada división entre el "1" y el "7" es exactamente 4 decibelios y el "6" es el nivel máximo pretendido.

Un Picómetro, también conocido como PPM (Peak Program Meter por sus siglas en inglés), es un instrumento usado en el audio profesional para indicar el nivel de una señal de audio. 
Existen muchos tipos diferentes de PPM. Estos caen en categorías amplias, las cuales se mencionan a continuación:
- Picómetro real: este muestra el nivel máximo de la forma de onda sin importar que tan breve sea su duración.
- Cuasi-picómetro (QPPM). Este instrumento solamente muestra el nivel real máximo si excede cierta duración, la cual está frecuentemente establecida dentro de unos cuantos milisegundos. En picos de menor duración este indicara un nivel menor al máximo real. La extensión del déficit (disminución instantánea del nivel) está determinada por el "tiempo de integración".
- Picómetro de muestras (SPPM). Corresponde a un PPM para audio digital que solo muestra valores máximos de muestras, no los picos reales de la forma de onda ( los cuales pueden aparecer entre muestras y ser hasta 3 dB más altos en amplitud. Puede tener características de integración de un picómetro real o cuasi-picómetro.
- Picómetro de sobremuestreo. Consiste en un PPM de muestras en el cual la señal es "sobremuestreada", comúnmente por un factor de cuatro, para mejorar el problema existente en un picómetro de muestras simple.

En el ámbito profesional, en el cual se necesitan medidas de nivel consistentes, los medidores de nivel de audio a menudo cumplen con una norma formal detallada. Esto asegura que todos los medidores que alcanzan el estándar den la misma indicación de un señal de audio dada. El principal estándar para los PPMs es la norma CEI 60268-10. Esta describe dos diferentes diseños de cuasi-picómetro que poseen raíces en medidores desarrollados originalmente en los años 30 para redes de radio-AM en Alemania (Tipo 1) y en el Reino Unido (Tipo 2). 
El término Peak Program Meter (picómetro en inglés) usualmente se refiere a estos ejemplares especificados por la CEI y otros diseños similares.  
Los picómetros fueron originalmente diseñados para monitorear señales de audio análogas pero ahora también son usados con el audio digital.
Los picómetros no proveen monitoreo de volumen. Algunos tipos de picómetro más modernos lo hacen, además de que ahora existe un impulso dentro de la industria de la radiodifusión para dejar a un lado los medidores tradicionales de volumen tales como los que se mencionan más adelante y adquirir dos nuevos modelos: medidores de volumen basados en la serie EBU Tech. 3341 y Picómetros reales de sobremuestreo. 
El primero sería usado para estandarizar el volumen en transmisiones que van desde los -23 LUFS, a fin de prevenir el recorte.

## Características de diseño

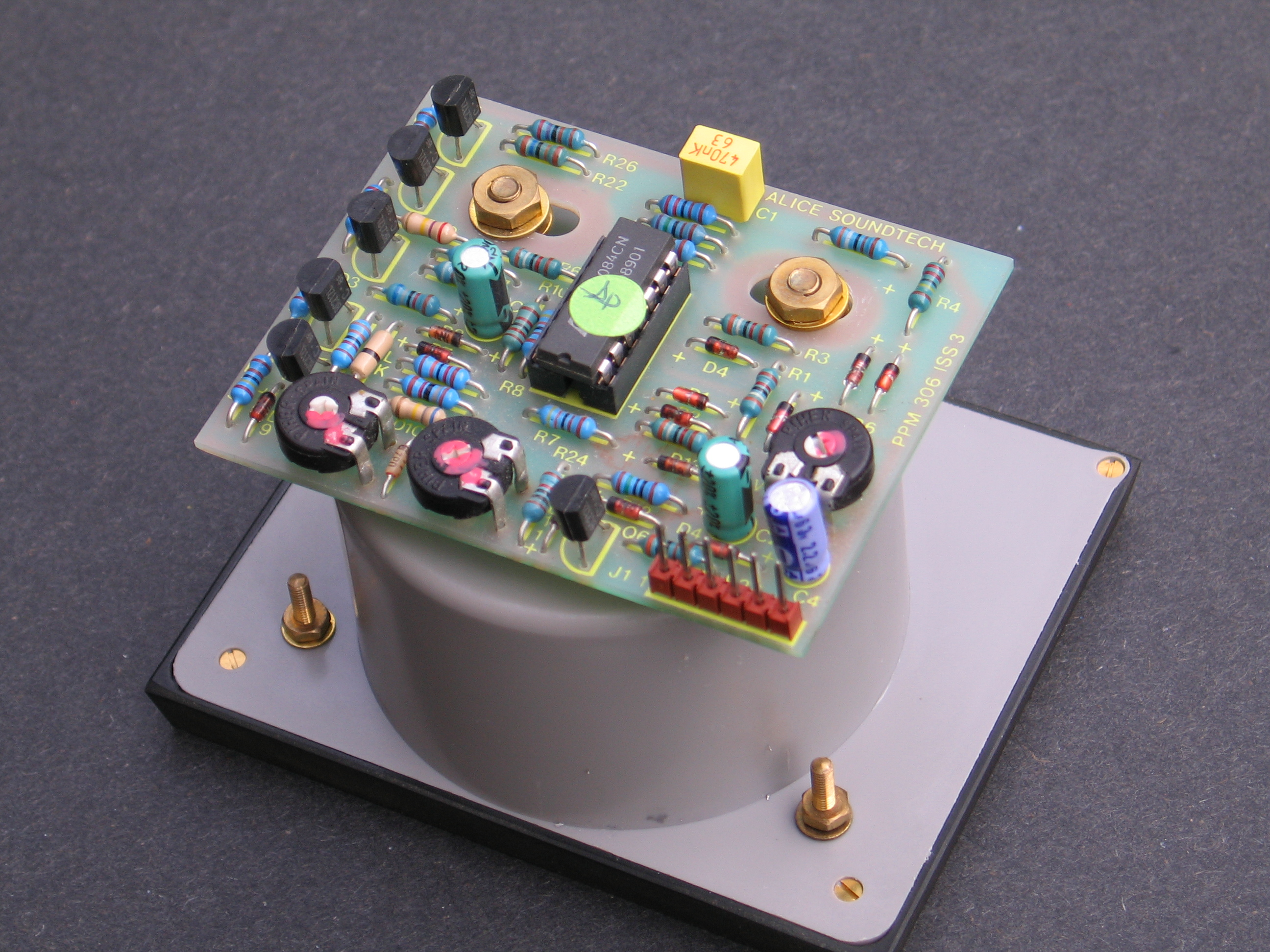
Los PPMs necesitan electrónicos de control activos (mostrados aquí en la parte trasera de indicador del medidor).

### Tecnologías para la visualización
Como sucede con muchos otros tipos de medidor de nivel de audio, los PPMs originalmente utilizaban visualización electromecánica. Está tomaba la forma de medidores con panel de bobina o galvanómetros de espejo con "balística" exigente: el requerimiento clave consiste en que el nivel indicado debe ascender tan rápido como se posible con cualquier overshoot insignificante. Estas visualizaciones requieren electrónicos de controlador activo.
Hoy en día los picómetros son frecuentemente implementados en forma de pantallas con "gráficas de barras" graduales que usan segmentos iluminados de estado sólido en un arreglo horizontal o vertical. Para estos, la norma CEI 60268-10 requiere un mínimo de 100 segmentos y una resolución mayor a 0.5 dB en los niveles más altos.
Muchos operadores prefieren el modelo de visualización con medidor de bobina en el cual una aguja se mueve en un arco, dado que es más fácil para el ojo humano monitorear un movimiento angular que uno lineal de un gráfico de barras.
Los PPMs pueden ser implementados en software: esto puede ser llevado a cabo en una computadora de uso general o por un dispositivo dedicado a ello, el cual puede "encender" una imagen de picómetro en una onda de vídeo para presentarla en un monitor de imagen.

### Definiciones de niveles
Existen una variedad de términos tales como "nivel de alineación" y "nivel de operación", cuyo significado puede variar entre distintos lugares. En un intento por brindar claridad a las definiciones de nivel en el contexto de transmisión de programas de un país a otros, donde se pueden aplicar diferentes prácticas técnicas, la norma ITU-R Rec. BS.645 definió tres niveles distintos de referencia: Nivel de Medida (ML), Nivel de Alineación (AL) y Nivel Máximo Permitido (PML). Aquí se presentan las lecturas correspondientes a estos niveles para muchos tipos de medidores. El Nivel de Alineación es el nivel de un tono de alineación de una onda sinusoidal continua. El Nivel Máximo Permitido se refiere a la indicación del medidor máxima permitida que los operadores deberían alcanzar en diálogo, música, etc., no un tono en particular.

### Escalas y marcas de escala
Los PPMs frecuentemente usan visualizaciones en blanco con fondo negro, para minimizar la fatiga visual, principalmente en periodos de uso prolongados.
Los PPMs usualmente son calibrados en alguna de estas maneras:
- En decibeles, relativos al Nivel de Alineación (compañías como Nordic y EBU)
- En decibeles, relativos al Nivel Máximo Permitido (compañías como DIN, ABC y SABC)
- En decibeles, relativos a los 0 dBu (compañías como CBC)
- En decibeles relativos a los 0 dBFS (la norma IEC 60268-18)
- En marcas numéricas simples, las cuales pueden ser correlacionadas con cualquiera de las de arriba (característica del Reino Unido)

En cualquier esquema que sea usado, usualmente existe una marca de escala correspondiente al Nivel de Alineación.
La mayoría de los PPMs tienen una escala logarítmica aproximada. Esto significa que se muestran los decibeles de manera aproximadamente lineal, a fin de proveer indicaciones útiles en un amplio rango dinámico. 

### Tiempo de integración
| Duración del disparo del tono (ms) | Sub-indicación | Sub-indicación |
| Duración del disparo del tono (ms) | Tipo 1         | Tipo 2         |
| ---------------------------------- | -------------- | -------------- |
| 100                                |                | 0 dB           |
| 10                                 | −1 dB          | −2 dB          |
| 5                                  | −2 dB          | −4 dB          |
| 3                                  | −4 dB          |                |
| 1.5                                |                | −9 dB          |
| 0.5                                |                | −17 dB         |
| 0.4                                | −15 dB         |                |

Los cuasi-picómetros tienen un tiempo pequeño de integración para poder registrar picos de más de unos cuantos milisegundos de duración. En el contexto original de la transmisión de radio-AM en los años 30, las saturaciones debidas a picos más pequeños eran consideradas insignificante, basándose en que el oído humano no podía detectar distorsión debida a recortes instantáneos. Al ignorar este recorte momentáneo, se hizo posible incrementar los niveles de modulación promedio. En la práctica de audio digital moderna, en la cual los estándares de calidad son afortunadamente más altos que aquellos de la radio-AM en esa década, incluso el recorte de picos pequeños es usualmente considerado como algo a evitar.
De manera típica, en las señales de audio del mundo real, un cuasi-picómetro sub-lee el pico real en un rango entre 6 y 8 dB. Sin embargo,  los cuasi-picómetros aún son ampliamente usados en la era digital gracias a su utilidad en el logro de balance en el programa. Las saturaciones son evitadas al permitir, típicamente, 9 dB de libramiento cuando se controlan niveles digitales de un cuasi-picómetro.  
La extensión en la cual el cuasi-picómetro muestra menos que la verdadera amplitud de los picos momentáneos está determinada por el "tiempo de integración". Este está definido por la norma IEC 60268-10 como "la duración de un disparo de voltaje sinusoidal en 5000 Hz a un nivel de referencia, el cual resulta en una indicación de 2 dB por debajo del índice de referencia". Este estándar también contiene tablas que muestran la diferencia entre los picos indicados y verdaderos para disparos de tonos de otras duraciones. Entre más largo sea el tiempo de integración, mayor será la diferencia entre los picos reales y señalados.
En normas anteriores, se utilizaron diferentes criterios y métodos de medición, tales como el Neper 0.2  o el 80% de voltaje en vez de 2 dB, aunque la diferencia práctica entre ellas era pequeña.
El PPM Tipo 1 tiene un tiempo de integración de 5 milisegundos, mientras que el Tipo 2 posee uno de 10 milisegundos.

### Tiempo de regreso
Todos los picómetros tienen un tiempo de regreso, el cual es mucho más largo que el tiempo de integración, para darle al operador más tiempo de ver los picos y reducir la fatiga visual. Los Tipo 1 disminuyen 20 dB en 1.7 segundos. Los Tipo 2 disminuyen 24 dB en 2.8 segundos.

## Historia y variantes nacionales
El picómetro fue originalmente desarrollado para su uso en las redes de radio-AM de los años 30, de manera independiente en Alemania y en el Reino Unido, como una alternativa superior a los modelos anteriores para medición, los cuales no eran comúnmente usados para monitoreo de niveles máximos de audio. Ambos eran cuasi-picómetros  con algunas características en común, de otra manera substancialmente diferentes.

### Picómetro IEC 60268-10 Tipo 1

#### Alemania

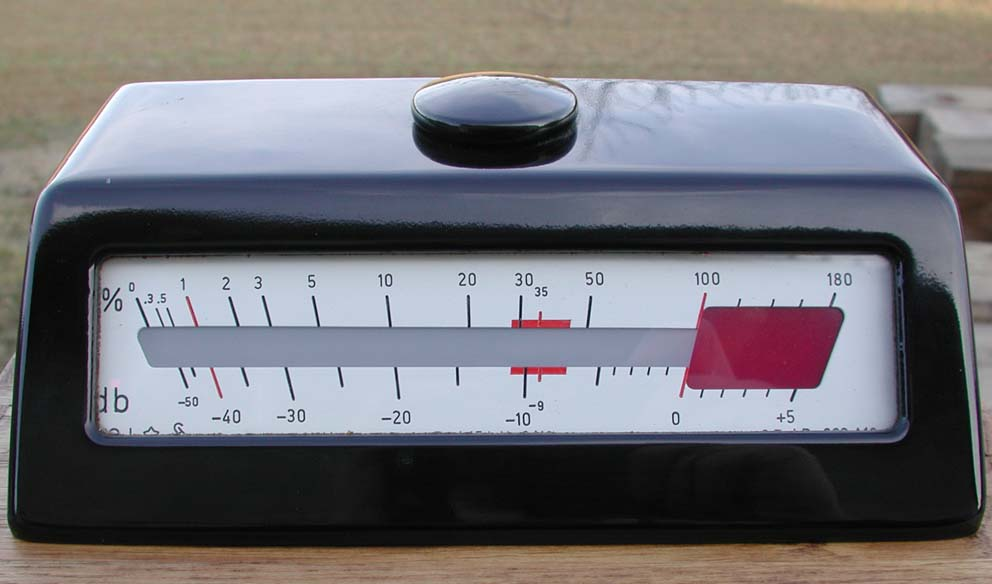
El "Lichtzeigerinstrument" alemán (Siemens & Halske 1950)

Alrededor de 1936 y 1937, los locutores alemanes desarrollaron un picómetro, el cual usaba un galvanómetro de espejo conocido como un "Lichtzeigerinstrument" (puntero de luz) para la visualización. El sistema consistía de un amplificador dinámico (a menudo modelos como el ARD U21 y U71) y una unidad separada de visualización (modelos como el ARD J47 y J48). Una versión estéreo, conocida como un "Doppel-Lichtzeigerinstrument" contenía dos dispositivos de visualización con galvanómetro de espejo en una cubierta sencilla. Tales visualizaciones fueron usadas hasta los años 70, cuando otras pantallas con gráficos de barras de estado sólido se convirtieron en la norma.
EL diseño se estandarizó con el nombre comercial de DIN 45406. Este evolucionó al medidor Tipo 1 en la norma IEC 60268-10 y aún es coloquialmente conocido como DIN PPM. Comparado con los diseños del Tipo 2, este tiene tiempos de integración y retorno más rápidos, un mayor rango dinámico y una escala semi-logarítmica calibrada en dB relativos al Nivel Máximo Permitido. Continúa siendo usado en gran para del Norte de Europa.
En la radiodifusión alemana, la señal analógica nominal correspondiente al Nivel Máximo Permitido fue estandarizada por ARD en los 1.55 volts (+6 dBu), siendo esta es la sensibilidad usual de un picómetro tipo DIN para una indicación de 0 dB. El Nivel de Alineación (-3 dBu) es mostrado en el medidor por una marca de escala de -9.

#### Escandinavia
En Escandinavia, una variante del DIN PPM conocida como la "Nórdica" es usada. Tiene los mismos tiempos de integración y retorno pero con una escala diferente, siendo "TEST" el correspondiente Nivel de Alineación (0 dBu) y +9 el Nivel Máximo Permitido (+ 9 dBu). Comparada con la escala DIN, la escala Nórdica es más logarítmica y cubre un rango dinámico ligeramente menor.

### Picómetro IEC 60268-10 Tipo 2

#### Reino Unido

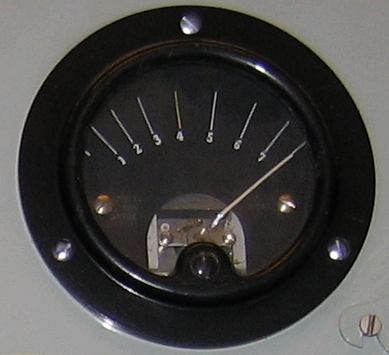
Un picómetro británico de modelo antiguo con un cero mecánico diestro, como el que se usa con equipo de válvula termoiónica (apagado cuando se tomó la foto).

La BBC usaba un número de métodos de medición de volumen del programa en sus primeros años, incluyendo al "indicador de volumen" y al "voltímetro retro-deslizable".
Alrededor de 1932, cuando la BBC se mudó a instalaciones construidas especialmente para sus propósitos en la Broadcasting House, el primer medidor de audio conocido como "medidor de programa" fue introducido. Fue desarrollado por Charles Holt-Smith del BBC Research & Development y por tanto se popularizó con el nombre de "Medidor Smith". Este fue el primer medidor con marcas blancas en fondo color negro. Era controlado por un circuito que proporcionaba una característica de transferencia logarítmica aproximada, a fin de poder ser calibrada en decibeles. Las características generales fueron producto del circuito controlador y de la balística del movimiento.
El primero de los picómetros fue diseñado por C.G Mayo, también del BBC Research Department. Entró en servicio en 1938. Mantuvo la visualización logarítmica en blanco y negro, e incluía todas las características clave del diseño que son aún usadas hoy en día, solamente con una pequeña modificación: usaba rectificación de onda completa, tiempo de integración rápido y corto de retorno, así como una escala simple calibrada del 1 al 7.
Los tiempos de integración y retorno fueron determinados después de una serie de experimentos. Al principio se pretendía crear un picómetro real para prevenir que los transmisores excedieran el 100% de la modulación. Un medidor prototipo con un tiempo de integración de alrededor de 1 milisegundo fue creado. Se encontró que el oído es tolerante a la distorsión de duración de unos cuantos milisegundos, y que por tanto un "tiempo de registro" de 4 milisegundos sería suficiente. El tiempo de retorno tenía que ser un compromiso entre un regreso rápido, el cual era fatigoso para el ojo, y un retorno lento, el cual hacía difícil mantener el control. Se decidió que el medidor debería tomar entre 2 y 3 segundos para bajar 26 dB.
El picómetro BBC se convirtió en el objeto de muchos estándares formales: el BS 4297:1968 (reemplazado), el BS5428: Parte 9:1981 (reemplazado) y al final en el BS 6840-10:1991. El texto del último es idéntico al del Tipo 2 en cuanto a la norma IEC 60268-10:1991.
El Nivel de Alineación (0 dBu)  y el Nivel Máximo Permitido (+8 dBu) corresponden a las marcas de escala "4" y "6" respectivamente.
El picómetro BBC fue adoptado por los locutores comerciales del Reino Unido. Otras organizaciones alrededor del mundo, incluyendo a EBU, CBC y ABC usaron las mismas dinámicas pero con escalas ligeramente diferentes.
Los picómetros británicos modernos tienen un espacio de 4 dB entre las marcas de escala. Diseños más antiguos tenían un espaciado de 6 dB entre el "1" y el "2". Esta discrepancia puede ser encontrada también en la posición equivalente en las escalas derivadas del CBC y ABC en algunas ocasiones.
Desde su introducción en 1939 hasta el 2009, las visualizaciones del picómetro estuvieron disponibles en forma de movimientos electromecánicos por medio de medidores de bobina con especificación balística exigente. Por muchos años estos fueron manufacturados por Ernest Turner y Compañía, y en años posteriores por Sifam, ubicada en Torquay. En el 2009 Sifam anunció que detendría la producción del medidor con movimiento de aguja dual Tipo 74. En el 2010 este fue seguido por el fin de todos los picómetros manufacturados por Sifam. Tres usuarios importantes,  Bryant Unlimited, Canford Audio y TSL, hicieron encargos finales con Sifam para grandes almacenes de medidores para suplir las actividades de mantenimiento y manufactura para varios años.

##### Picómetros estéreo británicos
En el Reino Unido, los picómetros de agujas gemelas son a veces usados para sonido estéreo. Las agujas rojas y verdes son usadas para el lado izquierdo y derecho. Esta convención de color proviene de las luces de navegación de babor y estribor, de acuerdo con un antiguo chiste interno de la BBC acerca del parecido de la Broadcasting House con un buque de guerra. Las agujas blancas y amarillas son usadas para suma y diferencia (M y S). Una variación más reciente es usar la aguja negra con una punta naranja fluorescente para la S en vez del amarillo.
La sensibilidad de la indicación de la S puede ser incrementada on algunas instalaciones de medidores por 20 dB; esto sirve para apoyar los procedimientos de alineación, tal como en los pares de micrófonos estéreo, o el azimuth de las cabezas de los magnetófonos análogos, los cuales confían en la cancelación de la señal S.

###### M3 y M6
Las agujas M y S normalmente son alineadas con el fin de que M = L + R − 6 dB y S = L − R − 6 dB; a esto se le conoce como el estándar M6. Una señal, en amplitud y fase iguales en los canales izquierdo y derecho mostrará la misma deflección en el medidor para la M tal como lo hace para L y R.
El M6 ha reemplazado ampliamente al estándar M3 en el cual las agujas M y S indicaban 3 dB más. el M3 pretendía ser un compromiso para asegurar la compatibilidad con el mono cuando los programas estéreo fueran escuchados en receptores monoaurales, los cuales solo recogen la señal M.
Con el M6, un sonido ampliamente paneado que alcanzara un pico máximo de 6 en, por ejemplo, el canal izquierdo, solo alcanzaría un pico máximo de 4.5 en M. El mismo sonido en el centro de la imagen estéreo alcanzaría el 6 en el M. Esta es una variación de 6 dB para el oyente del sonido mono.
Con el M0, el cual es un simple M = L + R, un sonido ampliamente paneado alcanzando un 6 alcanzará un 6 en M también, pero cuando esté paneado al centro este necesitara alcanzar solamente 4.5 en cada canal para mantener el M en 6. Esta es una variación de 6 dB para el escucha estéreo.
Con el M3, cualquier variación por sonidos paneados se mantiene en 3 dB. Además, para la mayoría de los sonidos estéreo que no tienen fase coherente, la suma de los voltajes de los dos canales se promedia en 3 dB (la suma completa de los 6 dB solamente es alcanzada por señales completamente en fase, los cual se convierte en una señal mono paneada al centro), por lo cual con el M = L + R − 3 dB la mayoría de los sonidos estéreo tienen "buena figura" para la señal permisible máxima (PPM 6) en el M, L y R.
Sin embargo, El M6 refleja mejor el nivel de la señal absoluta y mantiene la aguja M en el "4" para el Nivel de Alineación y el "6" para picos, sin que el operador tenga que recordar sustraer 3 dB.
La radiodifusión comercial en el Reino Unido usaba inicialmente M3, pero ya había cambiado al M6 para 1980. Esto fue dictado por el Código de Práctica de Ingeniería de la IBA. Las instalaciones de la BBC utilizaron el M3 hasta 1999. La BBC ahora utiliza el M6, aunque estos no se ha convertido en algo universal (muchas partes de la corporación siguen usando el M3 tradicional).

#### Unión Europea de Radiodifusión (EBU)
El picómetro EBU es una variante del picómetro británico diseñado para el control de los niveles de programa en el intercambio internacional de programas. Está formalizado como el picómetro tipo 2b en la norma IEC 60268-10. Es idéntico al picómetro británico excepto por la placa de escala, la cual está calibrada en dB relativos al Nivel de Alineación, el cual está señalado como "TEST". También hay marcas por intervalos de 2 dB y en +9 dB, correspondiente al Nivel Máximo Permitido.

#### Estados Unidos
A finales de los años 30 los picómetros eran considerados para su uso en los Estados Unidos, pero fueron rechazados a favor del "Indicador de Volumen Estándar" (Vúmetro) dado su costo. La investigación adjunta por CBS, NBC y Bell Labs encontró que al usar un diseño experimental del PPM (con un tiempo de integración relativamente largo de 25 ms) en el control de los niveles del programa, este daba solo una ventaja de 1 dB sobre el vúmetro, en términos de nivel de salida promedio para una cantidad dada de distorsión. Se decidió que esto era muy pequeño para justificar el mucho más alto costo. También se encontró que los vúmetros proporcionaban lecturas más consistente que los picómetros cuando se comparaban los niveles del programa al final del envío y recepción a larga distancia con group delay, lo cual alteraba la forma de onda. Este hallazgo ha sido discutido por otros.
Un mito ampliamente aceptado es que picómetro fue desarrollado como una alternativa superior al vúmetro. De hecho, el picómetro apareció primero y, de cualquier modo, el vúmetro fue desarrollado como una alternativa económica al picómetro.
Por el año 1980, la ABC tenía cerca de 100 picómetros en uso en las cabinas de control en Nueva York y el Bureau de Noticias de Washington, y estaba ordenando nuevas consolas con picómetros integrados. Estos eran picómetros Tipo 2 con las 7 marcas etiquetadas como  −22, −16, −12, −8, −4, 0 y +4. La ABC encontró una forma modificada del medidor EBU basado en la "escala A" del vúmetro para ser la mejor, ya que esta permitía a los operadores usar su jerga habitual, tal como el término "nivel cero" y otros más.  La apariencia es similar a la de una escala EBU, a excepción de los números, los cuales son menores por 8 dB.
Para apoyar a la alineación tanto en vúmetros como en picómetros, la ABC en Nueva York usó una señal de prueba especial conocida como ATS. Un tono de 440 Hz alternaba entre el tono continuo a +8 dBu (indicado en 0 en el vúmetro y en -8 en el picómetro) y disparos de tono a +16 dBu (indicados en 0 en el vúmetro y 0 en el picómetro).

#### Canadá
Para 1978 los picómetros se encontraban en uso en la planta de Vancouver de la Corporación Canadiense de Radiodifusión (CBC). Alrededor de 30 0 40 picómetros estaban en uso, con solo uno o dos vúmetros retenidos para resolver conflictos con compañías de telefonía. Estos eran picómetros del Tipo 2 con siete marcas etiquetadas como −6, 0, +4, +8, +12, +16 y +20; esta escala muestra niveles absolutos en dBu ( o dBm a 600 Ω). La apariencia es similar a la del picómetro ABC, excepto que todos los números son 16 dB más altos.

#### Sudáfrica
]
La South African Broadcasting Corporation (SABC) utiliza un picómetro Tipo 2 modificado con una placa de escala en blanco y negro calibrada en porcentajes y dB relativos al Nivel Máximo Permitido, el cual +6 dBu. El Nivel de Alineación es 0 dBu o 50%.

### Picómetro digital IEC 60268-18
El  picómetro IEC 60268-18 un estándar parcial para un picómetro diseñado para su uso con audio digital tanto en uso profesional como en el de usuario común, utilizando "visualizaciones con barras o puntos graduales en pantallas numéricas". Tal pantalla muestra el nivel relativo a los 0 dBFS. El tiempo de integración puede tener cualquier valor menor a los 5 milisegundos (de manera que tanto los picómetros reales y los cuasi-picómetros pueden cumplirlo, mientras que otros medidores podrían indicar diferentes niveles a pesar del cumplimiento con el estándar. El tiempo de regreso tiene el mismo valor para el Tipo 1: 1.7±0.3 segundos para una caída de 20 dB.

### Tabla de características
La norma IEC 60268-10 especifica tres variantes: Tipos 1, 2a y 2b, conocidos de manera coloquial como los modelos DIN, Británico y EBU respectivamente. Los Tipo 2a y 2b difieren solamente por marcas de escala.
Las variantes como Nórdico, ABC, CBC y SABC no están especificadas en el IEC 60268-10. EL picómetro Nórdico utiliza la balística del Tipo 1 con una escala diferente. Las variantes ABC, CBC y SABC utilizan la balística del Tipo 2 con escalas diferentes.
Los parámetros para el modulómetro del vúmetro y de Nagra están incluidos en la tabla debajo para su comparación. Alguna información ha sido obtenida de la norma ITU-T Rec. J.15.
| Modelo                           | Norma                | Marcas de escala                                   | Estructura de ganancia típica   | Estructura de ganancia típica   | Estructura de ganancia típica                               | Estructura de ganancia típica                               | Estructura de ganancia típica                               | Respuesta dinámica                 | Respuesta dinámica | Observación                |
| Modelo                           | Norma                | Marcas de escala                                   | Nivel de Alineación (AL) (tono) | Nivel de Alineación (AL) (tono) | Nivel Máximo Permitido (PML) (Picos del programa indicados) | Nivel Máximo Permitido (PML) (Picos del programa indicados) | Nivel Máximo Permitido (PML) (Picos del programa indicados) | Tiempo de integración (−2 dB) (ms) | Tiempo de regreso  | Observación                |
| Modelo                           | Norma                | Marcas de escala                                   | Nivel físico                    | Indicación del medidor          | Con respecto al Nivel de Alineación (dB)                    | Nivel físico                                                | Indicación del medidor                                      | Tiempo de integración (−2 dB) (ms) | Tiempo de regreso  | Observación                |
| -------------------------------- | -------------------- | -------------------------------------------------- | ------------------------------- | ------------------------------- | ----------------------------------------------------------- | ----------------------------------------------------------- | ----------------------------------------------------------- | ---------------------------------- | ------------------ | -------------------------- |
| DIN                              | IEC 60268-10 Tipo 1  | −50, −40, −30, −20, −10, −5, 0, +5,                | −3 dBu                          | −9                              | +9                                                          | +6 dBu                                                      | 0                                                           | 5                                  | 20 dB in 1.7±0.3 s |                            |
| Nórdico                          | ídem (variante)      | −36, −30, −24, −18, −12, −6, TEST, +6, +9          | 0 dBu                           | TEST                            | +9                                                          | +9 dBu                                                      | +9                                                          | 5                                  | 20 dB in 1.7±0.3 s |                            |
| Británico                        | IEC 60268-10 Tipo 2a | 1, 2, 3, 4, 5, 6, 7                                | 0 dBu                           | 4                               | +8                                                          | +8 dBu                                                      | 6                                                           | 10                                 | 24 dB in 2.8±0.3 s |                            |
| EBU                              | IEC 60268-10 Tipo 2b | −12, −8, −4, TEST, +4, +8, +12                     | 0 dBu                           | TEST                            | +9                                                          | +9 dBu                                                      | +9                                                          | 10                                 | 24 dB in 2.8±0.3 s |                            |
| ABC                              | ídem (variante)      | −22, −16, −12, −8, −4, 0, +4                       | +8 dBu                          | −8                              |                                                             |                                                             |                                                             | 10                                 | 24 dB in 2.8±0.3 s |                            |
| CBC                              | ídem (variante)      | −6, 0, +4, +8, +12, +16, +20                       | +8 dBu                          | +8                              |                                                             |                                                             |                                                             | 10                                 | 24 dB in 2.8±0.3 s |                            |
| SABC                             | ídem (variante)      | −18, −12, −9, −6, 0, +6                            | 0 dBu                           | −6                              | +6                                                          | +6 dBu                                                      | 0                                                           | 10                                 | 24 dB in 2.8±0.3 s |                            |
| Digital                          | IEC 60268-18         | −60, −50, −40, −35, −30, −25, −20, −15, −10, −5, 0 | −18 dBFS                        | −18                             | +9                                                          | −9 dBFS                                                     | −9                                                          | <5                                 | 20 dB in 1.7±0.3 s | EBU R.68                   |
| Digital                          | IEC 60268-18         | −60, −50, −40, −35, −30, −25, −20, −15, −10, −5, 0 | −20 dBFS                        | −20                             | +11                                                         | −9 dBFS                                                     | −9                                                          | <5                                 | 20 dB in 1.7±0.3 s | SMPTE RP.0155              |
| Vúmetro (Nortemérica, Australia) | IEC 60268-17         | −20 a +3 dB                                        | 0, +4 o +8 dBu                  | 0 VU                            |                                                             |                                                             |                                                             | 165 (aproximado)                   |                    |                            |
| Vúmetro (Francia)                |                      | −20 a +3 dB                                        |                                 | +2 VU                           |                                                             |                                                             |                                                             | 207±30                             |                    | ITU-R Rec. BS.645          |
| modulómetro Nagra (análogo)      | propietario          | −30 a +5 dB                                        |                                 | −8                              | +8                                                          |                                                             | 0                                                           | 7.5                                |                    | Un ejemplo es el Nagra 4.2 |

## Modulómetro Nagra

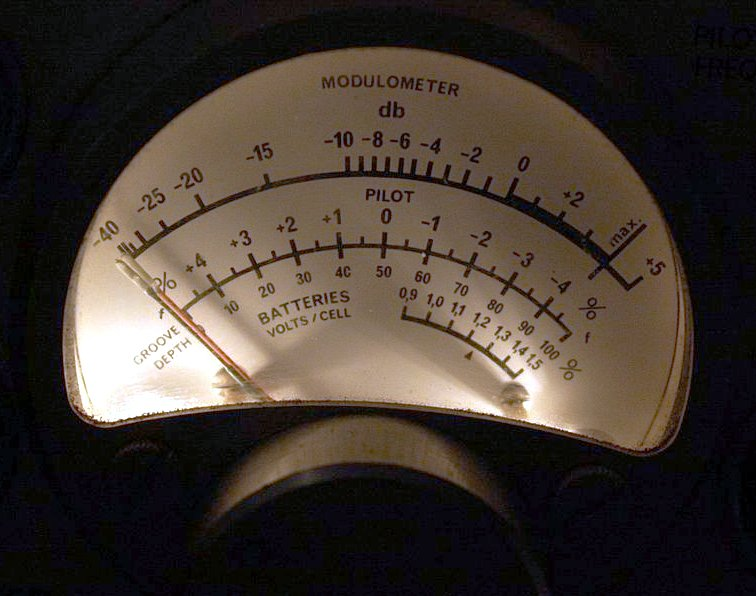
Modulómetro Nagra doble

El modulómetro es un modelo de propietario del tipo cuasi-picómetro, encontrado en los productos Nagra. Posee un tiempo de integración (−2 dB) de 7.5 ms, así como una escala semi-logarítmica con una apariencia entre aquella del vúmetro y una de un picómetro tipo DIN. Una versión estéreo ("modulómetro doble") usa un movimiento con dos agujas coaxiales. 
En la práctica típica para las grabadoras análogas de Nagra, el Nivel de Alineación es considerado como -8 y un nivel máximo como 0. De esta manera, los técnicos de sonido que usan mesas de mezcla fijas comúnmente envían un tono en el 0 VU o en el 4 PPM (británico) y ajustan la ganancia de la grabadora Nagra para leer -8 en el modulómetro.
Algunas grabadoras digitales más nuevas, tales como la Nagra VI, tienen modulómetros mostrados como gráficos de barras calibrados en dBFS . Para éstas, el Nivel de Alineación es el mismo que para otros picómetros digitales, lo cual corresponde a −18 dBFS (EBU) o a −20 dBFS (SMPTE).

## Uso de los medidores por equilibristas de sonido
Para hacer uso del picómetro de manera efectiva en el control de niveles de sonido es necesario entender la base lógica y las limitaciones del diseño.
Aunque el picómetro es preferido por muchos ingenieros ante el más lento vúmetro utilizado en los Estados Unidos, este requiere de algo de interpretación en su uso. Aunque proporciona una advertencia útil de saturación, este no representra el verdadero nivel del pico o la intensidad subjetiva. La BBC tiene tablas que muestran las configuraciones recomendadas para diferentes tipos de programa, tales como diálogos, música clásica, etc., en un intento de tomar en cuenta lo anterior.
Independientemente del tipo de programa, normalmente existe un Nivel Máximo Permitido nominal, como lo indica un PPM. Se espera que los operadores mantengan los niveles debajo de él dentro de lo que cabe. Las prácticas varían entre países y organizaciones. En el Reino Unido el Nivel Máximo Permitido es de 8 dB por encima del Nivel de Alineación, correspondiente al "6" en la escala británica. Las normas ITU-T para circuitos para programas de sonido internacionales especifican un Nivel Máximo Permitido de 9 dB por encima del Nivel de Alineación. De acuerdo con esto, +9 dB está representado por una marca en la escala EBU PPM.

## Picómetros y niveles digitales de audio
Dado que los cuasi-picómetros no indican ni el volumen ni los picos reales sino algo entre los dos, es importante permitir suficiente libramiento cuando se usan en el control de niveles digitales de audio. La convención EBU (R68) provee esto al definir el Nivel de Alineación a los -18 dBFS. Así un pico indicado en el Nivel Máximo Permitido tal como el de un cuasi-picómetro corresponde a -9 o -10 dBFS. Este margen de 9-10 dB permite error de operación, pues el pico real estará varios dB arriba de la indicación del PPM, y por tanto el procesamiento subsecuente (por ejemplo, la conversión de frecuencia de muestreo) puede incrementar la amplitud.
La SMPTE, en su norma RP 0155, recomienda un Nivel de Alineación diferente, correspondiente al 0 VU, de -20 dBFS. Las dos convenciones resultan en los niveles de tono de alineación que difieren por 2 dB, pero en la práctica el nivel de modulación del programa tiende a ser muy similar.
La SMPTE y EBU están de acuerdo en que independientemente de si -18 dBFS o -20 dBFS son usados como Nivel de Alineación, ese nivel debe de ser declarado y en ambos casos el programa debe de alcanzar un Nivel Máximo Permitido de -9dBFS cuando se mida en un cuasi-picómetro IEC 60268-10  con un tiempo de integración de 10 milisegundos.

## Picómetros para uso común
La norma IEC 60268-10 se preocupa principalmente con los altamente específicos Tipos 1 y 2 usados en la radiodifusión. Sin embargo, también contiene una sección breve de picómetros para aplicaciones "secundarias y de consumo".Los requerimientos incluyen un mínimo de visualizaciones del tipo gráfico de barras de 12 segmentos que cubran un rango de -42 dB a +6dB relativos al Nivel Máximo nominal, y el mismo tiempo de integración y retorno que con el Tipo I.